# Chlorophoneus nigrifrons
Chlorophoneus nigrifrons е вид птица от семейство Malaconotidae.

## Разпространение
Видът е разпространен в Ангола, Замбия, Зимбабве, Демократична република Конго, Кения, Малави, Мозамбик, Танзания, Уганда и Южна Африка.